# Nghị viện Bhutan
Nghị viện Bhutan (tiếng Dzongkha: རྒྱལ་ཡོངས་ཚོགས་ཁང་ gyelyong tshokhang) là cơ quan lập pháp lưỡng viện của Bhutan, gồm Quốc vương Bhutan, Hội đồng Quốc gia là thượng viện và Quốc hội là hạ viện. Nghị viện hiện tại thay thế cho cấu trúc Tshogdu đơn viện năm 2007, với các thành viên đầu tiên nắm giữ ghế vào năm 2008.

## Thành phần Nghị viện
Hội đồng Quốc gia Bhutan là thượng viện của cơ quan lập pháp lưỡng viện. Nó bao gồm 25 thành viên: một người được bầu trực tiếp từ mỗi 20 dzongkhags (quận/huyện) và 5 người do Quốc vương bổ nhiệm theo luật bầu cử. Hội đồng Quốc gia họp ít nhất hai lần một năm. Các thành viên bầu một Chủ tịch và Phó Chủ tịch từ các đại biểu. Thành viên và ứng cử viên của Hội đồng Quốc gia bị cấm không được tham gia các đảng phái chính trị. Chủ tịch Hội đồng Quốc gia khóa I là ông Namgay Penjore, tại nhiệm từ 28 tháng 4, 2008-28 tháng 4, 2013. Chủ tịch Hội đồng hiện tại là ngài (Dr.) Sonam Kinga, được bầu vào ngày 10 tháng 5, 2013.
Quốc hội Bhutan là hạ viện. Nó bao gồm tối đa 47 thành viên được bầu trực tiếp bởi các công dân của các cử tri mỗi quận dzongkhag (quận/huyện) theo luật bầu cử. Theo hệ thống đại diện tỷ lệ này, mỗi khu vực bầu cử được đại diện bởi một thành viên của Quốc hội; mỗi dzongkhag trong số 20 dzongkhag phải được đại diện bởi từ 2 đến 7 thành viên. Các khu vực bầu cử được phân bổ lại 10 năm một lần. Quốc hội họp ít nhất hai lần một năm, và bầu ra một Nghị trưởng và Phó Nghị trưởng từ các thành viên của mình. Thành viên và ứng cử viên được phép theo liên minh đảng phái chính trị.
Hiến pháp quy định thủ tục thành lập nhánh hành pháp và các bộ của nó, bao gồm cả chức vụ Thủ tướng, theo kết quả bầu cử của Nghị viện. Quốc vương công nhận người lãnh đạo hoặc ứng cử viên của đảng chiếm đa số ghế trong Quốc hội làm Thủ tướng chính phủ. Thủ tướng chỉ được giới hạn ở hai nhiệm kỳ. Các Bộ trưởng khác do Quốc vương bổ nhiệm theo đề nghị của Thủ tướng. Tất cả các Bộ trưởng đều phải là công dân được sinh ra ở Bhutan, và giới hạn hai Bộ trưởng từ một Dzongkhag.
Quốc vương Bhutan hoàn thành các nghĩa vụ của nghị viện bằng cách xem xét và chấp thuận với các thảo dự luật để ban hành đạo luật và khi cần thiết có thể bắt đầu các cuộc trưng cầu dân ý theo luật bầu cử.

## Quyền và thủ tục của Nghị viện
Hội đồng Quốc gia và Quốc hội hoạt động theo khuôn khổ các quyền hạn và nghĩa vụ được quy định tại Hiến pháp. Ngoài ra, khung thủ tục của mỗi cơ quan được soạn thành luật lệ độc lập trong các văn bản pháp luật sau đó ban hành là Luật Hội đồng Quốc gia và Luật Quốc hội. Đạo luật xác định các thủ tục hoạt động (như quy định số đại biểu và bỏ phiếu) và phân công nhiệm vụ cho các ủy ban giống như quy định; chính các Đạo luật cũng cung cấp một số luật lệ có liên quan đến đặt và định quyền hạn nhiệm vụ, chẳng hạn như các hành vi phạm tội và hình phạt đối với các viên chức.

### Quyền lập pháp
Quan trọng nhất trong số các quyền hạn và nghĩa vụ của Nghị viện là thông qua các dự luật. Hoặc Hội đồng Quốc gia thượng viện, Quốc hội hạ viện, hoặc Bộ trưởng Tư pháp (Tổng Chưởng lý) có thể cho phép các dự luật được thông qua thành các đạo luật, ngoại trừ các dự luật tiền tệ và tài chính, chỉ thuộc thẩm quyền của duy nhất Quốc hội. Pháp luật phải được trình bày ra lưỡng viện, đôi khi là các cuộc họp chung của Hội đồng Quốc gia và Quốc hội. Tuy nhiên, các dự án luật có thể được thông qua mặc định mà cần bỏ phiếu khi không có gì được tiến hành trước khi kết thúc phiên họp hiện tại. Khi một dự luật đã được giới thiệu và thông qua bởi một viện, nó phải được xuất trình tới viện còn lại trong vòng ba mươi ngày kể từ ngày nó được thông qua, và dự luật đó có thể sẽ được thông qua trong kỳ họp tiếp theo của Nghị viện. Trong trường hợp các dự luật ngân sách và các vấn đề khẩn cấp, dự luật đó phải được thông qua trong cùng kỳ họp Nghị viện. Các dự luật sau cùng sẽ được Quốc vương phủ quyết và sửa đổi, tuy nhiên Quốc vương buộc phải chấp thuận với các dự luật được đệ trình lại sau cuộc họp và thảo luận chung bởi Hội đồng Quốc gia và Quốc hội.

### Các quyền lực khác
Nghị viện có thẩm quyền độc nhất để thay đổi biên giới lãnh thổ quốc tế của Bhutan và ranh giời các đơn vị Dzongkhag và Gewog nội bộ với sự đồng ý của ít nhất ba phần tư tổng số thành viên. Nghị viện cũng giám sát các chính quyền địa phương: Dzongkhag Tshogdus, Gewog Tshogdes, và Thromdes.
Hiến pháp quy định Quốc hội có thể, với sự hỗ trợ của ít nhất ⅓ các thành viên, kiến nghị không tin tưởng Chính phủ. Nếu bỏ phiếu thông qua với số phiếu ít nhất ⅔, Quốc vương phải miễn nhiệm Chính phủ đương nhiệm.